# Coeligena prunellei
El inca negro o colibrí negro morado (Coeligena prunellei), también llamado príncipe de Arcabuco, es una especie de ave apodiforme de la familia Trochilidae (los colibríes) perteneciente al numeroso género Coeligena. Es endémico de la vertiente occidental de los Andes orientales de Colombia.

## Distribución y hábitat
Se encuentra únicamente en la pendiente occidental de la cordillera Oriental de los Andes colombianos, desde el sureste de Santander y oeste de Boyacá hasta el oeste de Cundinamarca, y en ambas vertientes de la Serranía de los Yariguíes.
El hábitat preferencial de esta especie es el interior de bosques húmedos de los Andes, en los que predominan robles Quercus humboldtii y Trigonobalanus excelsa, entre los 1000 y 2840 m de altitud; aunque dependiendo de la disponibilidad de recursos, puede forrajear en áreas ajenas a bosques primarios, tales como fragmentos de bosque y jardines con plantas floridas exóticas. En la Reserva Biológica Cachalú, fue observado que los machos se movían entre ambientes forestados y fragmentos mientras que las hembras permanecían apenas en el interior del bosque.
Es avistado frecuentemente en las reservas naturales Black Inca House (Betulia - Santander) y Rogitama (Arcabuco - Boyacá), así como otras reservas ubicadas en el PNN Serranía de los Yariguíes.

## Estado de conservación
El inca negro ha sido calificado como «vulnerable» por la Unión Internacional para la Conservación de la Naturaleza (IUCN) debido a su población bastante pequeña, estimada en 7500 individuos maduros. A pesar de que actualmente la deforestación es baja dentro de su ya restringida zona, la degradación y fragmentación de su hábitat continúa; debido a la sensibilidad de la especie a la perturbación y reducción de los fragmentos de bosque, se presume que la población está en lenta y continua decadencia. En 2002 se estimaba que 90% de su hábitat había sido perdido.

## Descripción
Mide en promedio 14 cm de longitud, siendo 3 cm del pico. Plumaje predominantemente negruzco con manchas blancas a los lados del pecho; hombros de color azul iridiscente; pequeño parche azul verdoso o ante iridiscente en la garganta; cola negra, con las plumas debajo de las coberteras bordeadas de blanco.

## Alimentación
Igual que todos los colibríes desarrolla una enorme actividad, por lo cual tiene requerimientos energéticos muy altos que se los proporciona el néctar de las flores, de las cuales debe visitar aproximadamente unas 2200 en el día. Prefiere flores pendulares con corolas tubulares largas, como bomareas, bromelias, fucsias, abutilones (malváceas de origen cosmopolita) y de otras plantas con flores presentes en los bosques. Sus requerimientos proteínicos los obtiene ingiriendo pequeños insectos, a los que generalmente encuentra en el fondo de las corolas consumiendo néctar.

## Sistemática

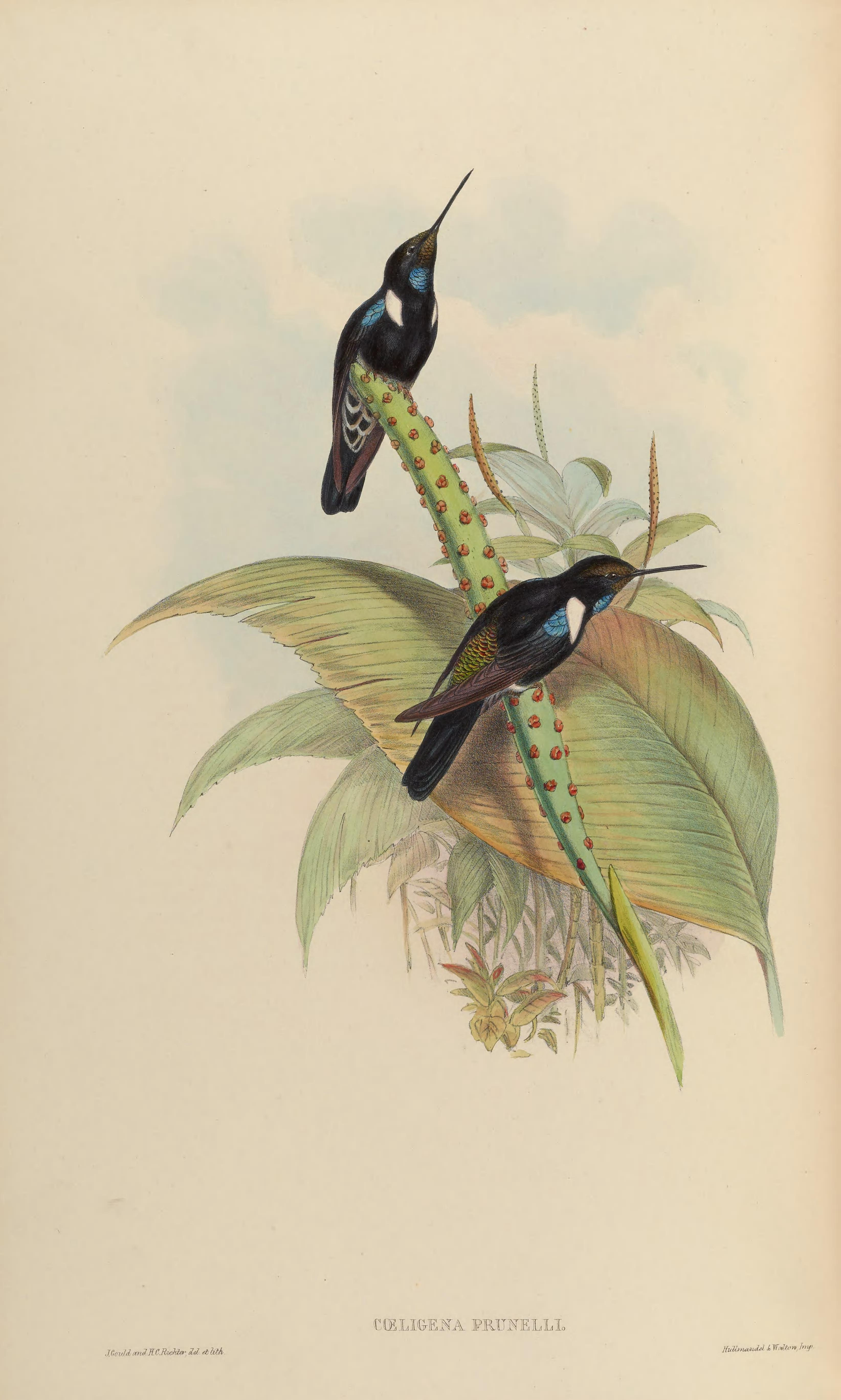
Coeligena prunelli, ilustración de Gould y Richter en A monograph of the Trochilidae, or family of humming-birds 4, 1861.

### Descripción original
La especie C. prunellei fue descrita por primera vez por el ornitólogo francés Jules Bourcier en 1843 bajo el nombre científico Trochilus prunellei; su localidad tipo es: «Facatativa, Colombia».

### Etimología
El nombre genérico femenino «Coeligena» deriva del nombre específico Ornismya coeligena cuyo epíteto proviene del latín moderno «coeligenus» que significa ‘celestial’, ‘nacido en el cielo’; y el nombre de la especie «prunellei», conmemora al médico y político francés Clément François Victor Gabriel Prunelle (1777–1853).

### Taxonomía
La forma descrita C. purpurea Gould, 1854 (de Popayán, centro sur de Colombia) podría ser un híbrido de la presente con Coeligena coeligena, una variación de C. wilsoni o hasta una especie plena posiblemente extinta.
Es monotípica.